# 六氟化镎
六氟化镎 (NpF6) 是镎的最高价氟化物，是已知17种二元六氟化物之一。它是一种橙色的固体。六氟化镎非常难以运送，因为它有腐蚀性，放射性和挥发性。
在常压下，它在54.4°C时熔化并在55.18°C时沸腾。它是唯一易于转化为气相的镎化合物。由于这些特性，可以从乏燃料中分离。这很快引起了人们对其属性进行精确检查的兴趣。

## 制备
六氟化镎可由四氟化镎与氟气化合生成。
NpF4+F2->NpF6